# Iglesia de la Inmaculada Concepción (Fairbanks, Alaska)
La Iglesia de la Inmaculada Concepción o antes Catedral de Fairbanks (en inglés: Immaculate Conception Church) Es una iglesia histórica y antigua catedral en la calle 115 N. Cushman en Fairbanks, Alaska, Estados Unidos.
Construida en 1904, fue la primera iglesia católica erigida en el interior de Alaska. La iglesia estaba situada originalmente en la calle de Dunkel, pero en el invierno de 1911-12, la iglesia fue movida a través del río de Chena a su localización actual de modo que fuera más cercana al hospital de San José, que cerró en los años 60. Después de la mudanza, el sótano de la estructura fue agrandado para proporcionar un pasillo a la parroquia, fue dotado de electricidad, y una casa parroquial fue construida a un lado. El campanario y el vestíbulo fueron añadidos en 1914, el tejado fue levantado, y la galería del coro agregada. Sus vidrieras se añadieron en 1926-28. 
La iglesia fue incluida en el Registro Nacional de Lugares Históricos en 1976. 

## Véase también

Otra vista del templo